# 존 라이랜즈 도서관
존 라이랜즈 도서관 (John Rylands Library)은 1900년 1월 개장한 사립 도서관이며 영국 맨체스터 대학교 (The University of Manchester)에서 1972년 7월 인수하여 대학교 도서관중 특별 소장 도서관으로 운영중이다. 이 도서관은 영국 잉글랜드 맨체스터에 위치해 있다.

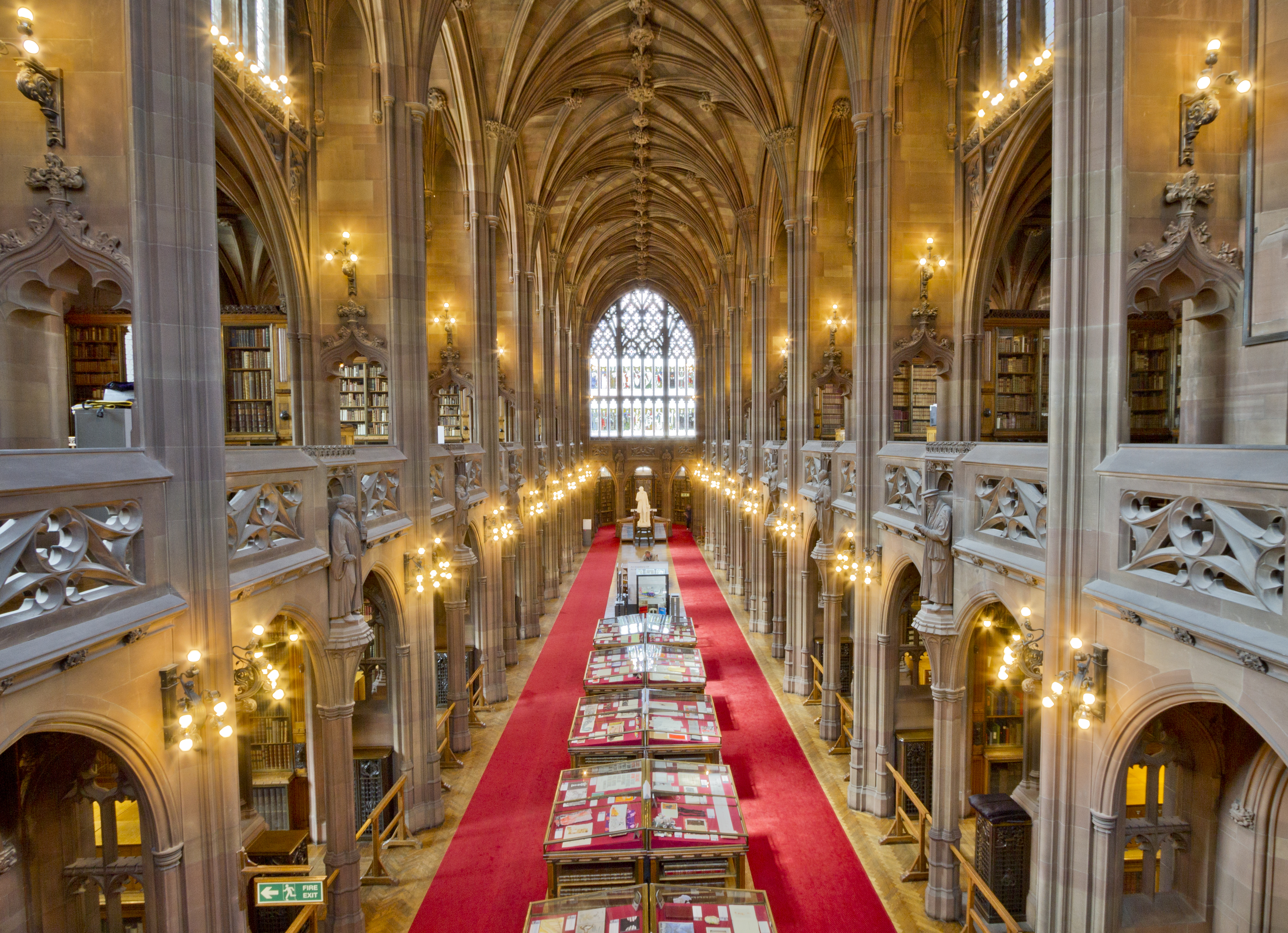
존 라이랜즈 도서관 내부

## 역사
1900년 1월 개관한 영국 잉글랜드 맨체스터에 있는 도서관으로, 1889년 영국의 기업가 존 라이랜즈(John Rylands)가 사망하자 부인인 엔리퀘타 아우구스티나 라이랜즈(Enrigueta Augustina Rylands)가 남편을 기념하여 소장도서 등을 기증해 도서관을 건설 및 설립했다.

## 건축양식
빅토리아 고딕양식의 건물로 바실 챔프니(Basil Champneys)가 설계하였다.
이 도서관은 영국 건축학회 (Royal Institute of British Architects)에서 1912년 왕립 금메달을 수상하였으며 1994년에 영국 1급 건축물 (Grade 1 listed status)로 지정되었다.
또한 17백만 파운드 (한화 323억) 규모의 확장 및 보수공사를 하여 2007년 재개장하였다.
원래 라이랜즈 부인은 종교서적을 위주로 하는 도서관을 지을 의도였기 때문에 건물의 외관이 교회 분위기가 난다.

## 구성

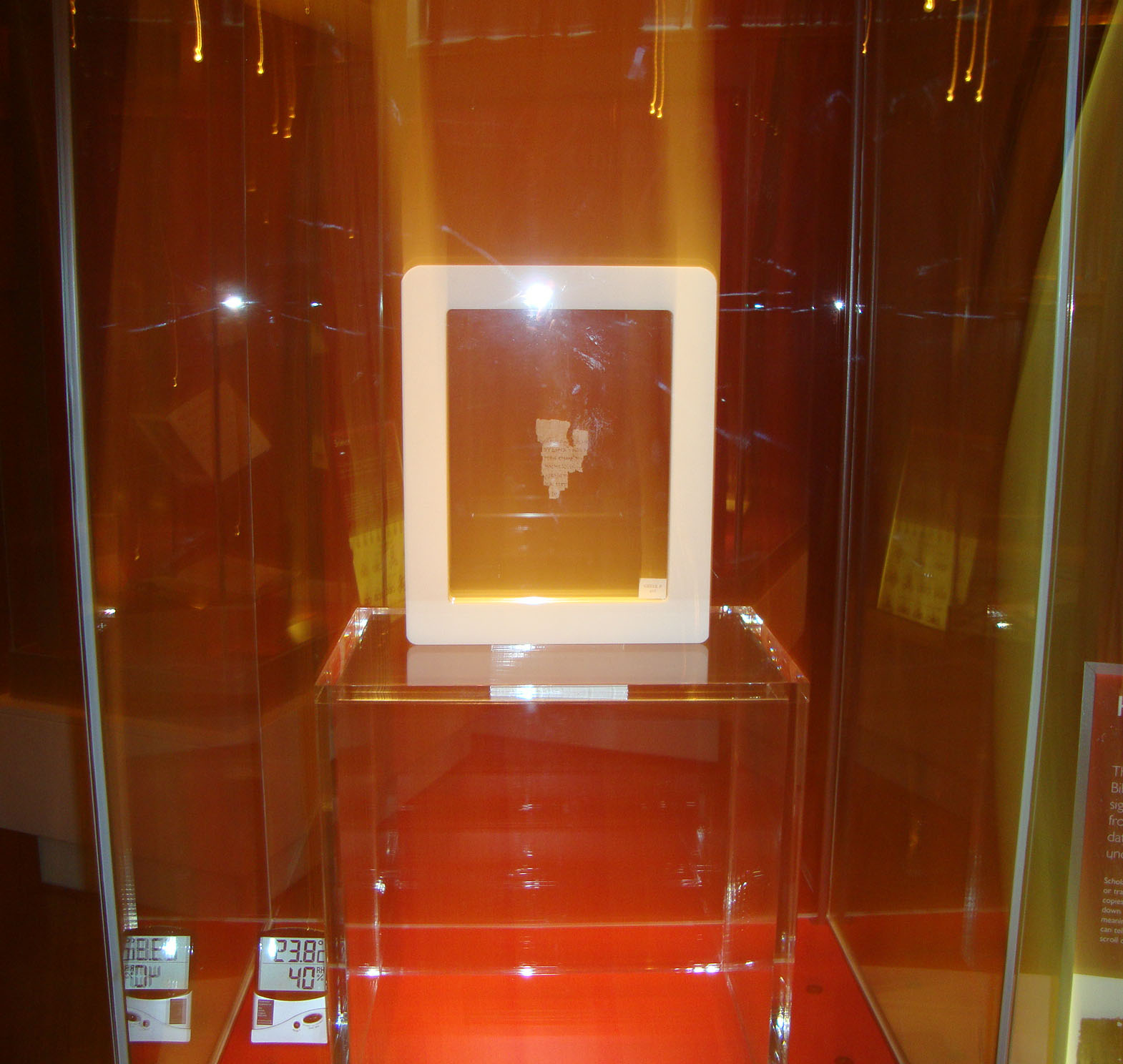
요한복음 18장의 일부 원서가 포함된 파피루스 52 (The Papyrus 52/fragment of the Gospel of John)

1900년 개장 당시에는 70,000권의 책과 100여개의 원고들을 소장하였으나, 2012년 250,000권의 책과 1,000,000여개의 원고 및 고문서들을 소장하고 있다.
장서 중에는 아주 특별한 중세의 채색 사본들과, 구텐베르그 성경을 비롯한 유럽 인쇄물의 가장 초기 형태들, 그리고 존 달통(John Dalton), 엘리자베스 가스켈(Elizabeth Gaskell)과 같은 지역 귀족 인물들의 개인적 문서들이 포함되어 있다. 또한 가장 오래된 신약 사본으로 알려진 요한복음 18장 파피루스 (The Papyrus)도 이 도서관에 있다.

## 도서관 갤러리

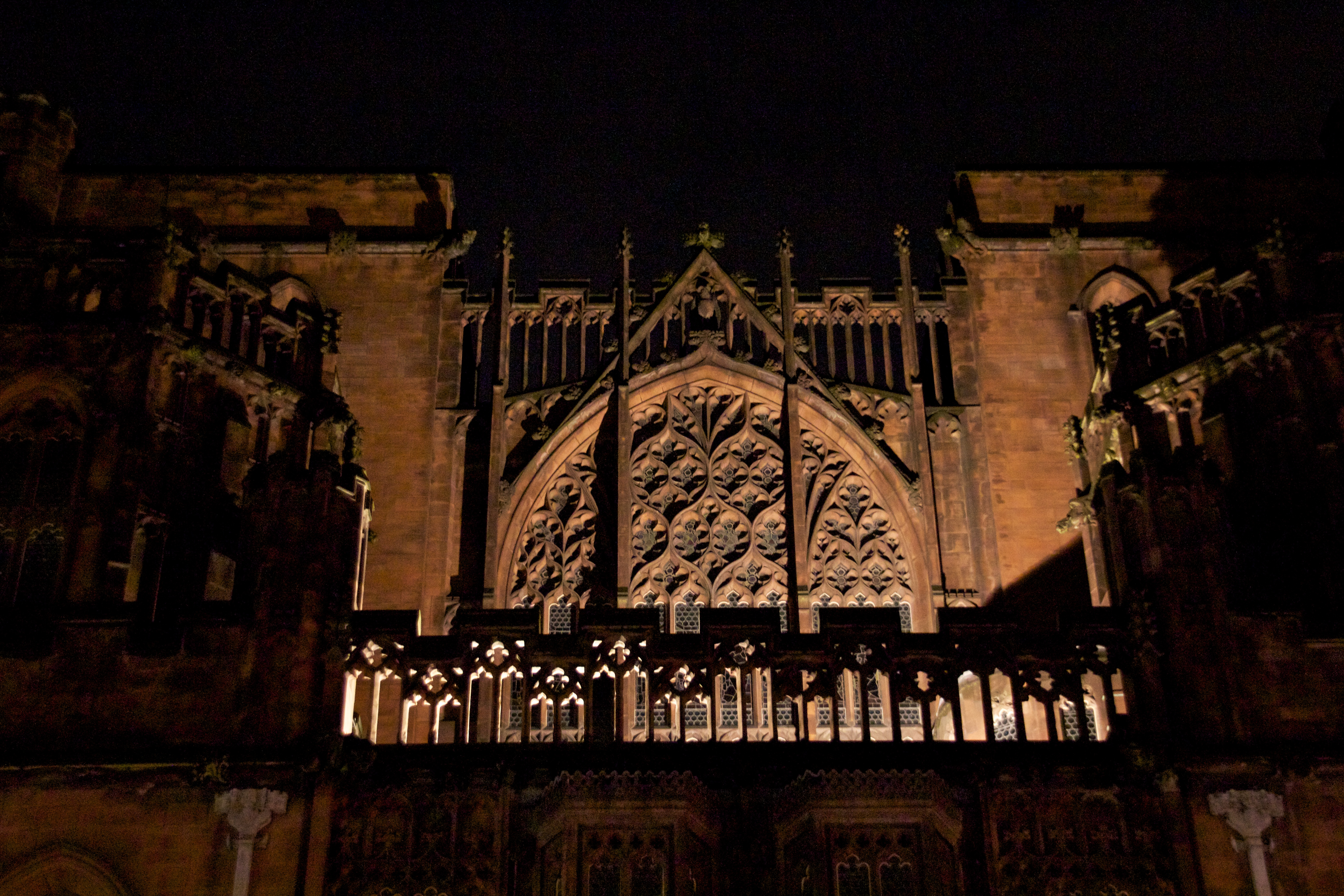
도서관 건물 야경
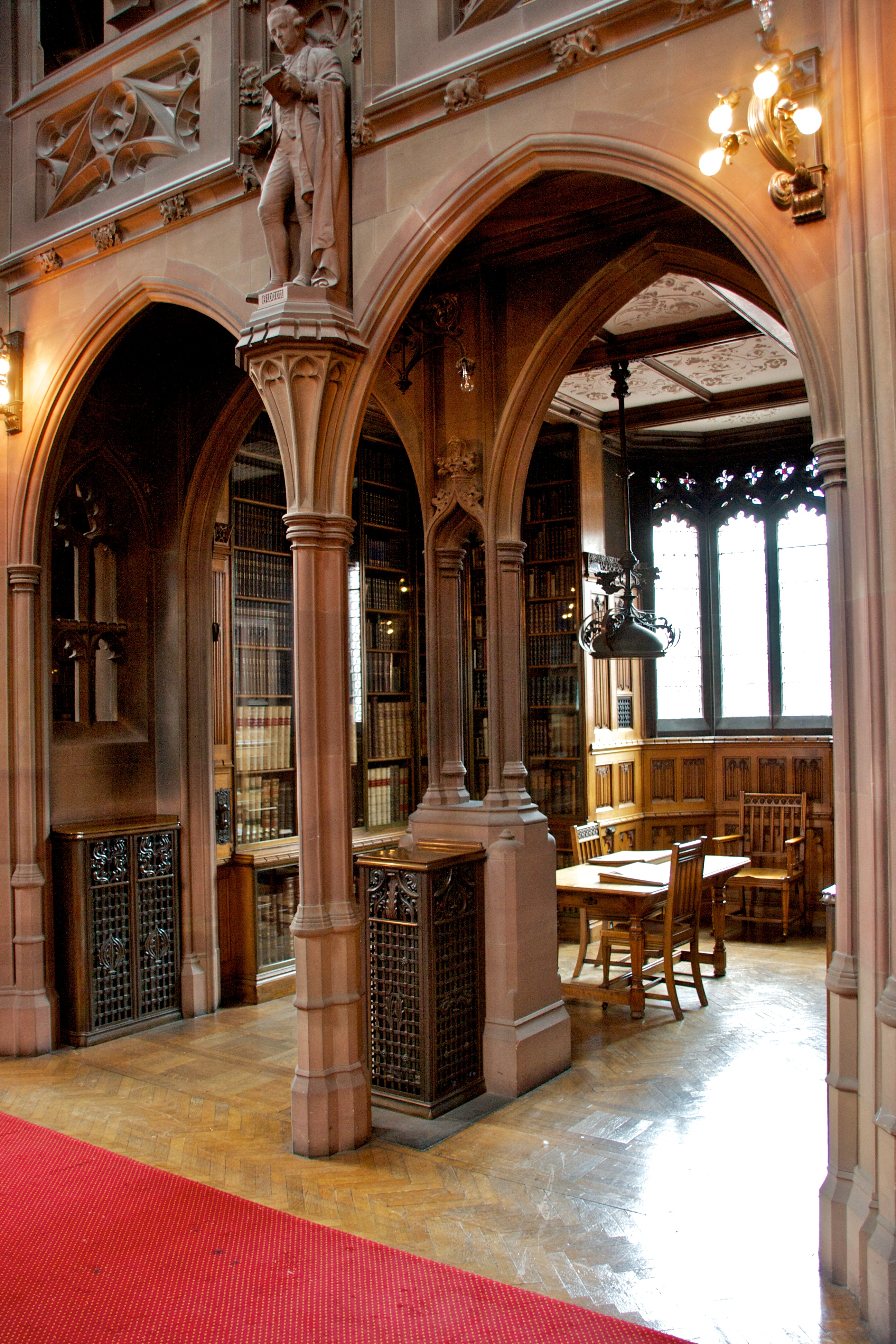
도서관 내부
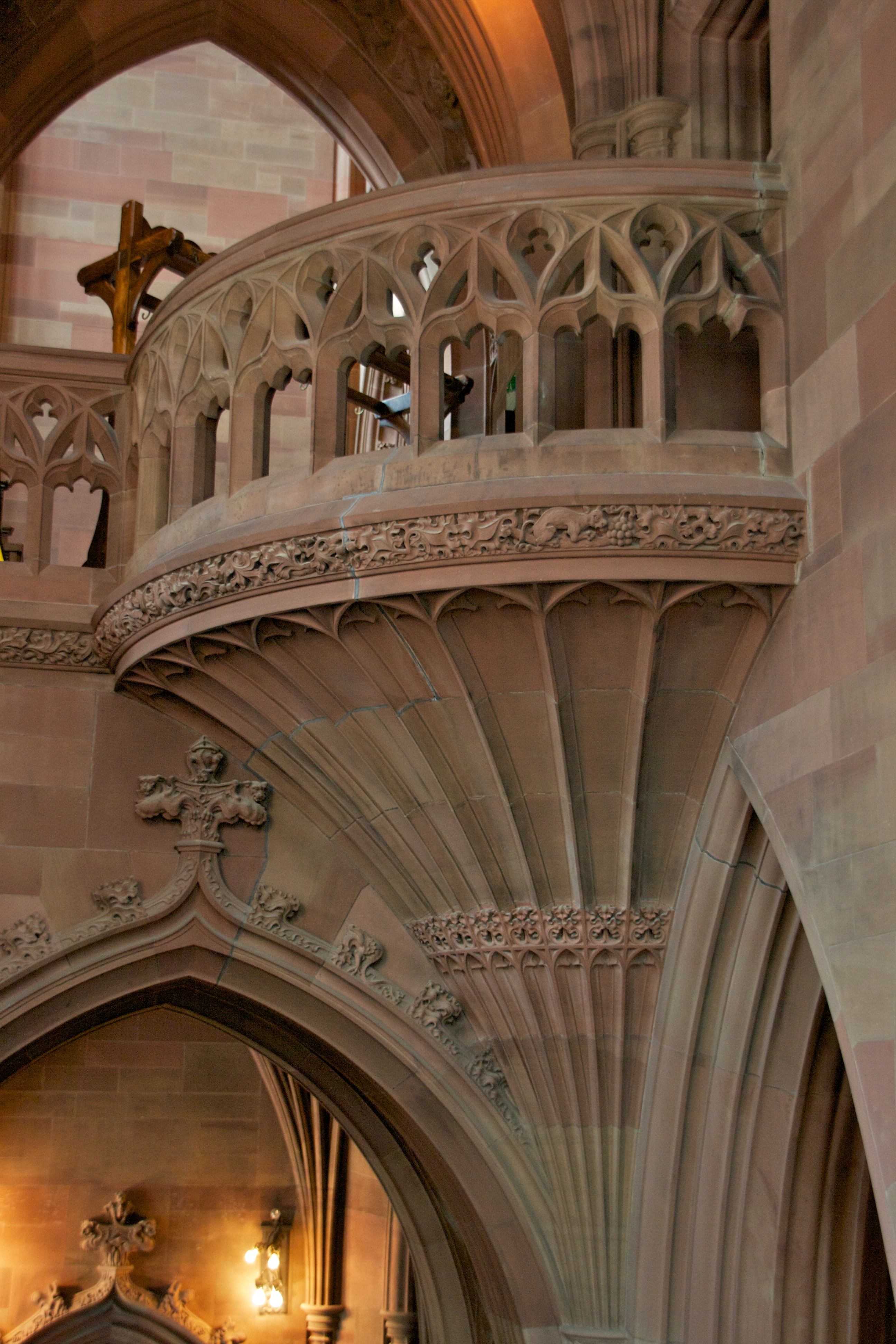
도서관 내부
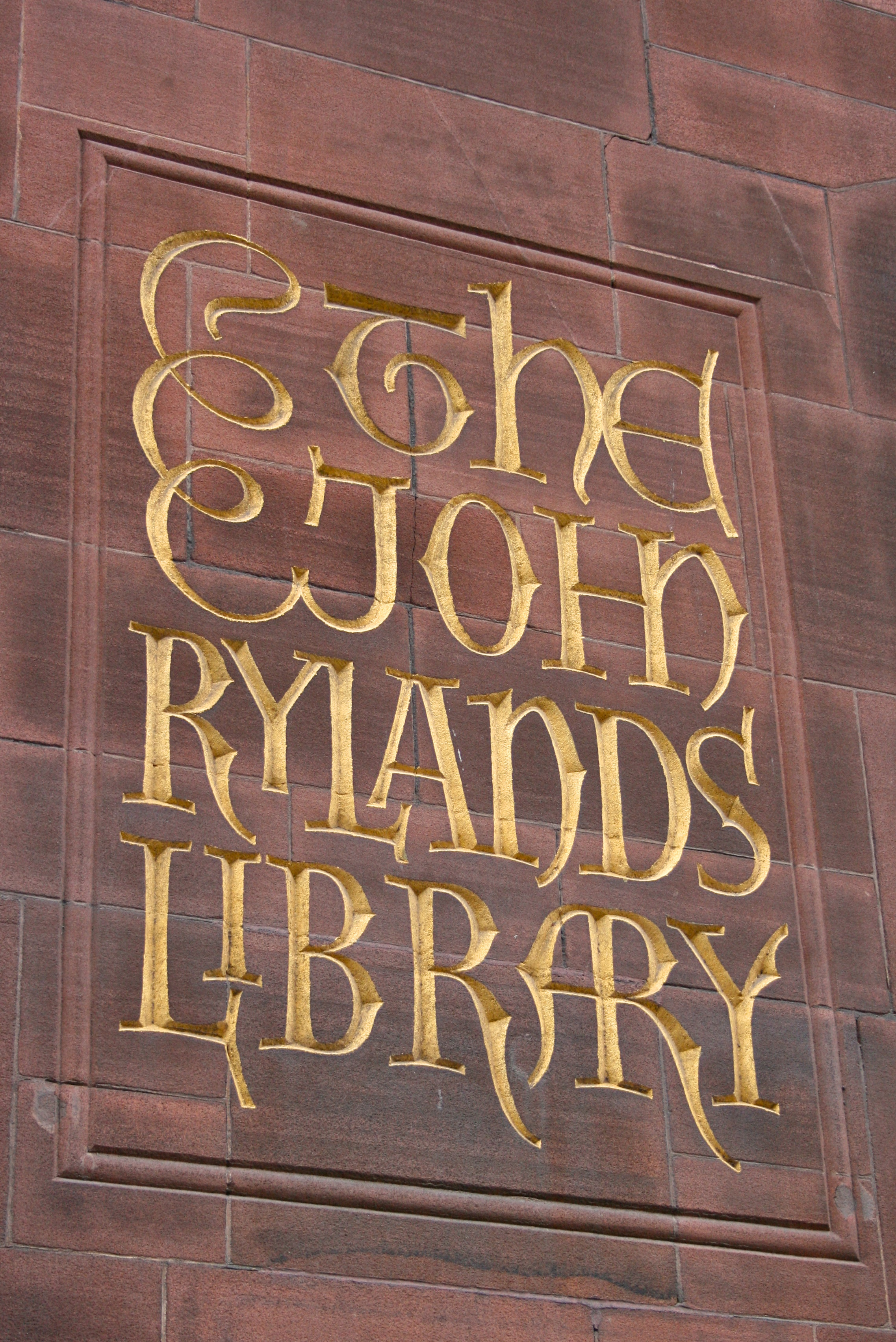
도서관
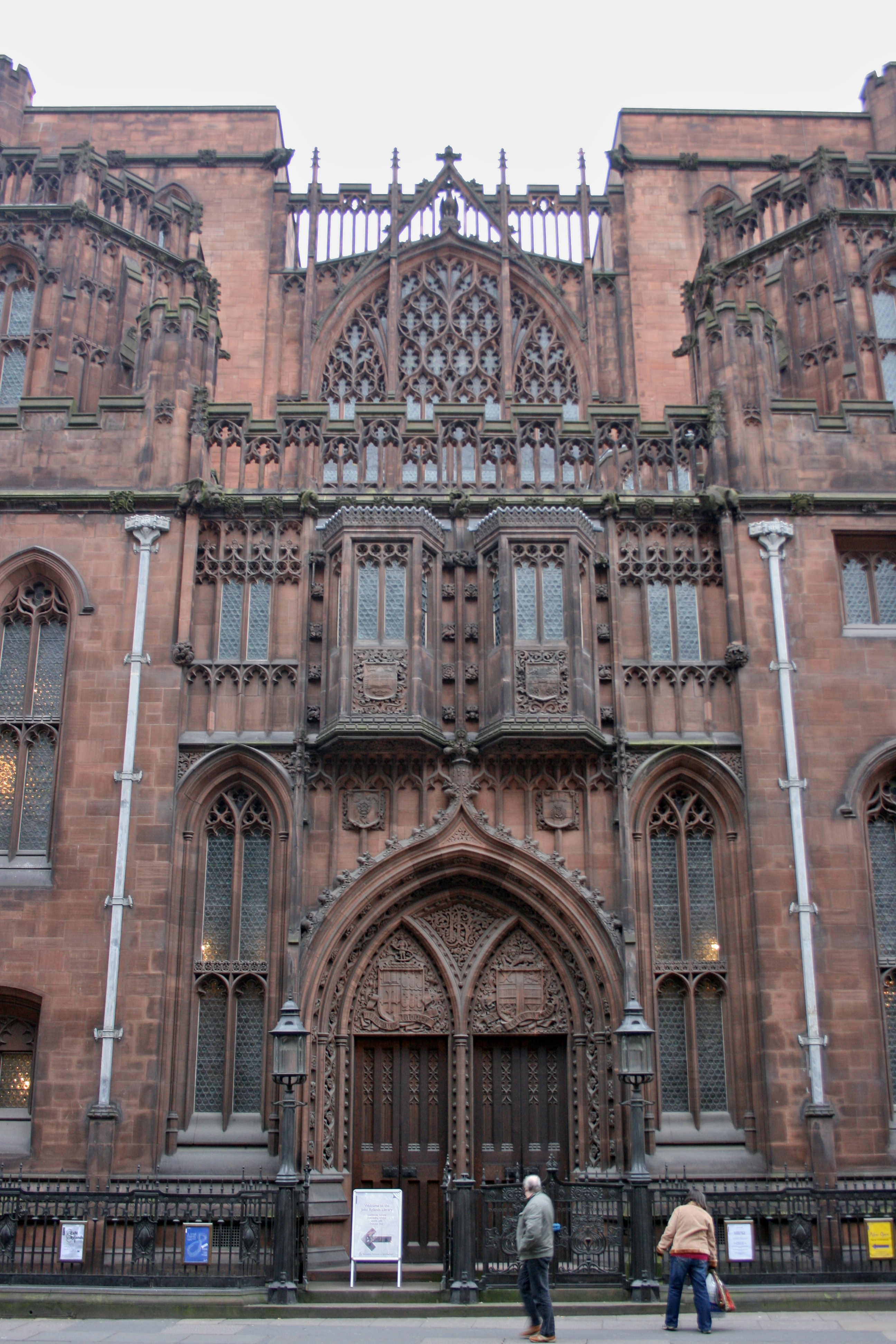
도서관 정문
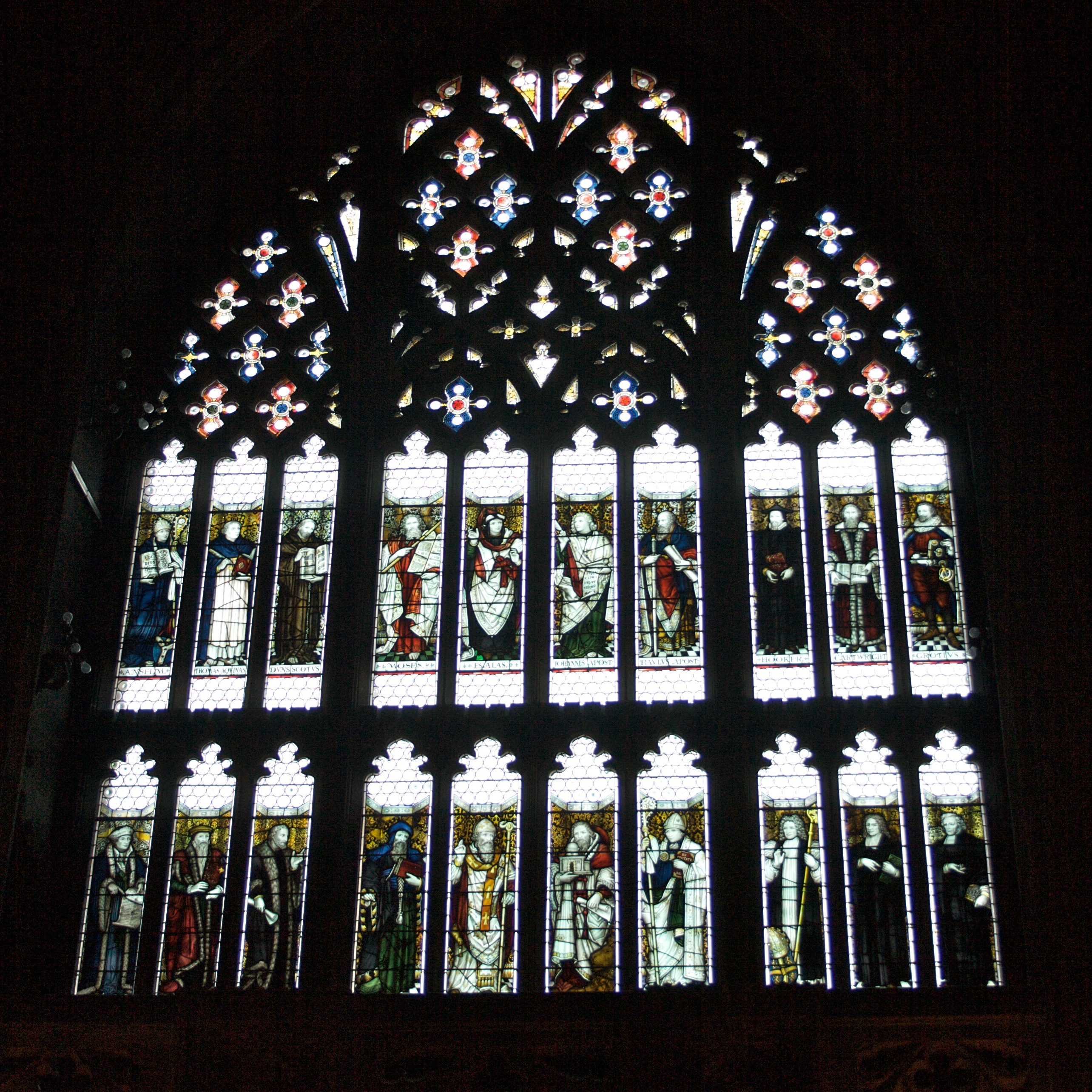
도서관
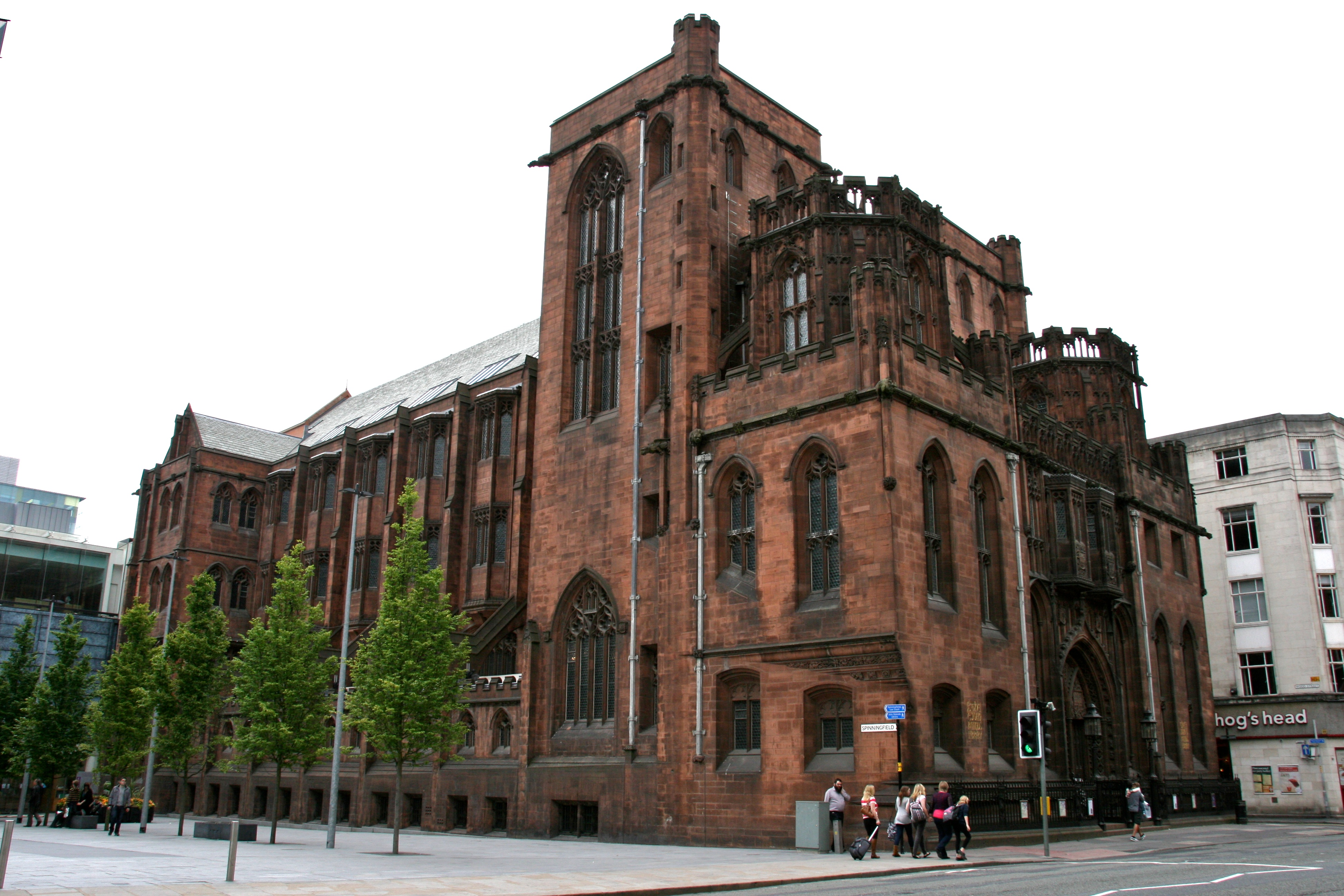
도서관 전경
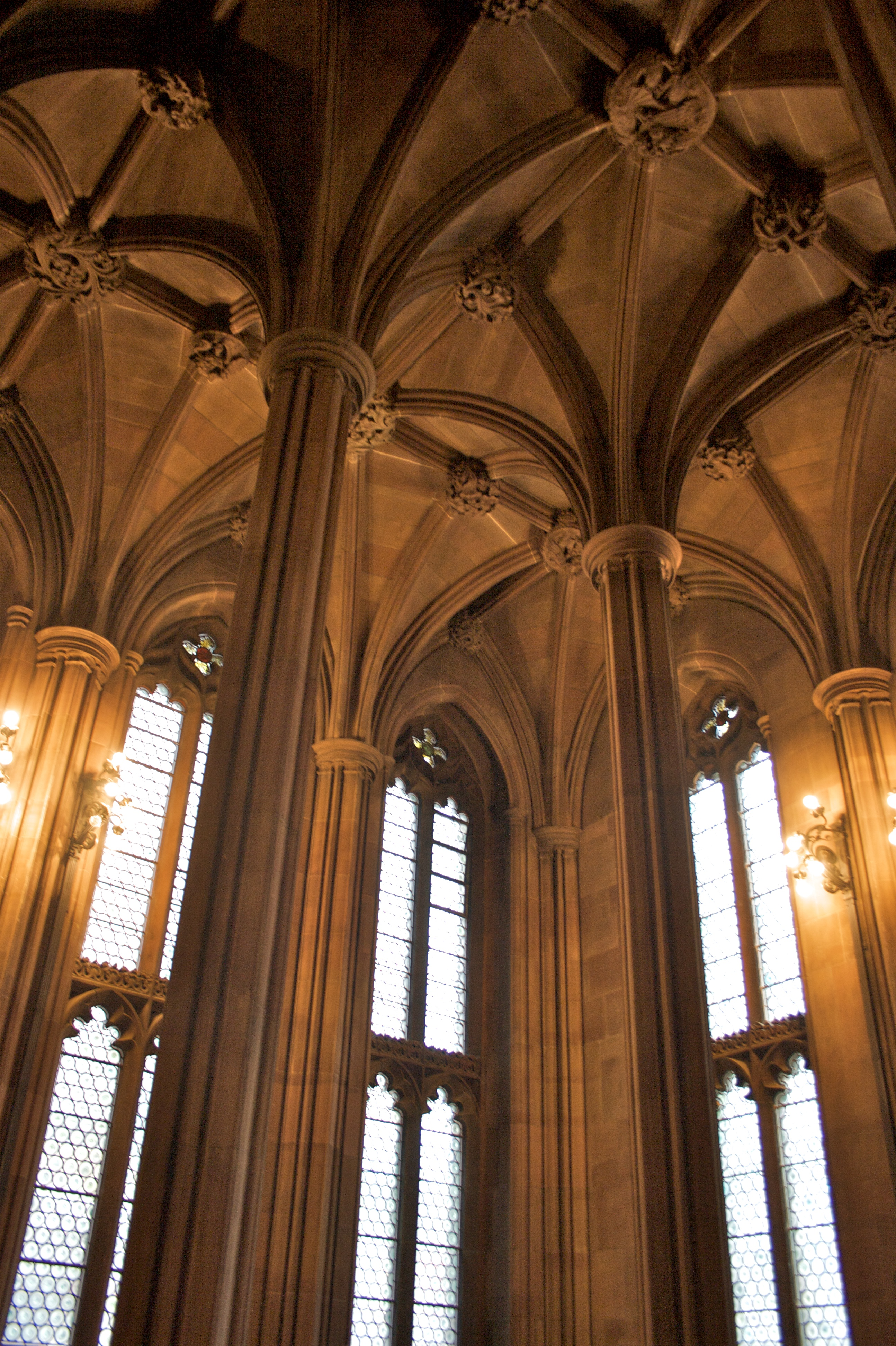
도서관 내부